# أي أو بي أورفان
أي أو پي أورفان هي شركة صيدلانية نمساوية رائدة في مجال الأمراض اليتيمة.
يقع مقر الشركة في فيينا.